# Dicranella subangulata
Dicranella subangulata är en bladmossart som beskrevs av George Henry Kendrick Thwaites och Mitten 1873. Dicranella subangulata ingår i släktet jordmossor, och familjen Dicranaceae. Inga underarter finns listade i Catalogue of Life.